# Pablo Albano
Pablo Albano (Buenos Aires, 11 de abril de 1967) é um ex-tenista profissional argentino.